# Elvis (2005)
Elvis ist der Titel einer zweiteiligen Filmbiografie über Elvis Presley, den King of Rock 'n' Roll.

## Handlung
Elvis wächst mit seinen Eltern Vernon und Gladys Presley sowie seiner Großmutter in bescheidenen Verhältnissen auf. Inspiriert durch die Musik der afroamerikanischen Bevölkerung und bestärkt durch seine Freundin Dixie Locke, plant der 18-Jährige selbst Musiker zu werden.
In den Studios von Sun Records – unter Anleitung des Besitzers Sam Phillips – kommt es in Memphis zu ersten Probeaufnahmen. Rasch stellt sich heraus, dass sich mit Elvis’ Stimme eine Menge Geld verdienen lässt; auch kommt es bald darauf zu ersten Auftritten vor Publikum. Doch Phillips wird bald von Colonel Tom Parker als Manager von Elvis ausgespannt, der den neuen Rockstar unter seine dominanten Fittiche nimmt, und ihn im Lauf der Zeit in den USA bekannt macht. Obwohl dem gut aussehenden jungen Mann bald die Mädchenherzen zufliegen, leidet doch das Privatleben darunter; selbst seine Freundschaft zu Dixie zerbricht.
Seine Karriere scheint am Ende angelangt, als Elvis seine Einberufung zur US Army erhält, und seine Militärzeit unter anderem in Deutschland abzuleisten hat. In Bad Nauheim lernt der 24-Jährige die zehn Jahre jüngere Priscilla Beaulieu kennen und verliebt sich in das Schulmädchen. Nach der Rückkehr in die USA holt er sie in sein Haus nach Kalifornien und heiratet sie, als sie volljährig ist. Aus der Ehe geht Tochter Lisa Marie Presley hervor.
Doch der Erfolg scheint Elvis zu Kopf zu steigen. Neben einer Affäre mit der Schauspielerin Ann-Margret kommt der Star mit Schlaftabletten und Drogen in Kontakt. Auch gibt er sich arrogant und stößt seine Freunde und Band-Kollegen oft vor den Kopf.
Der Film hat ein offenes Ende. Elvis, der 1968 zum „Alten Eisen“ im Show-Geschäft gehört, plant eine Europa-Tournee, die er, so wird es in einem Insert genannt, jedoch nie realisiert. Selbst seine geplante Trennung von seinem Manager Tom Parker vollzieht er nicht. Elvis Presley starb 1977.

## Hintergrundinformationen
Für die Hauptrolle bewarben sich mehr als 300 Schauspieler. Gedreht wurde der Film zum Teil an Originalschauplätzen in Louisiana und Tennessee.

## Auszeichnungen
Unter anderem gewann Elvis folgende Awards:
Golden Globe Award 2006
- Golden Globe in der Kategorie Bester Hauptdarsteller – Mini-Serie oder TV-Film: Jonathan Rhys Meyers

Satellite Awards 2005
- Satellite Award in der Kategorie Beste Miniserie
- Satellite Award in der Kategorie Bester Darsteller in einer Miniserie oder einem Fernsehfilm: Jonathan Rhys Meyers
- Satellite Award in der Kategorie Bester Nebendarsteller in einer Serie, Miniserie oder in einem Fernsehfilm: Randy Quaid

Costume Designers Guild Award 2005
- Costume Designers Guild Award in der Kategorie Bestes Kostümdesign einer Miniserie oder in einem TV-Film: Eduardo Castro